# Juniperus pseudosabina
Juniperus pseudosabina — вид хвойних рослин родини кипарисових.

## Поширення, екологія
Країни проживання: Афганістан; Китай (Сіньцзян); Казахстан; Киргизстан; Монголія; Пакистан; Таджикистан; Узбекистан. Як правило, росте на висоті 2000–4100 метрів. Росте в субальпійському хвойному лісі з Picea schrenkiana, Pinus sibirica, чи Pinus wallichiana, в ялівцевому рідколіссі з Juniperus semiglobosa і в гірських та субальпійських лісових районах і степах (переважно з Seriphidium maritimum степовими багатьма травами і геофітами), з наприклад Juniperus sabina, Cotoneaster, Kobresia capillifolia, Rhododendron anthopogon, Rosa, Salix. Часто обмежується скельними виходами і пд. схилами, особливо в лісах, і відбувається на різних типах порід і типах ґрунтів. Клімат різко континентальний, з коротким, жарким, сухим літом і довгою, холодною, сніжною зимою.

## Морфологія
Дводомне дерево до 15 м заввишки, або низький кущ. Листки лускоподібні, 1–3 мм завдовжки, ростуть по 2, овальні, сіро-зелені. Фрукти довгасті, 10–15 мм, чорні. Насіння 1, довгасте, 7–10 мм довжиною, рифлене.

## Використання
Цей вид частіше чагарниковий, ніж деревоподібний і, отже, він менш часто використовується на дрова або деревину. Великі блакитні шишки ('ягоди') м'які і, ймовірно, їстівні, але не мають комерційного використання. Чагарникова форма цього виду має бути дуже приваблива у вирощуванні, але, здається, відсутня в садах.

## Загрози та охорона
Загроз нема. Цей вид зростає в кількох охоронних областях, але переважна більшість рослин перебувають за межами таких.